# Republic of Fiji Military Forces

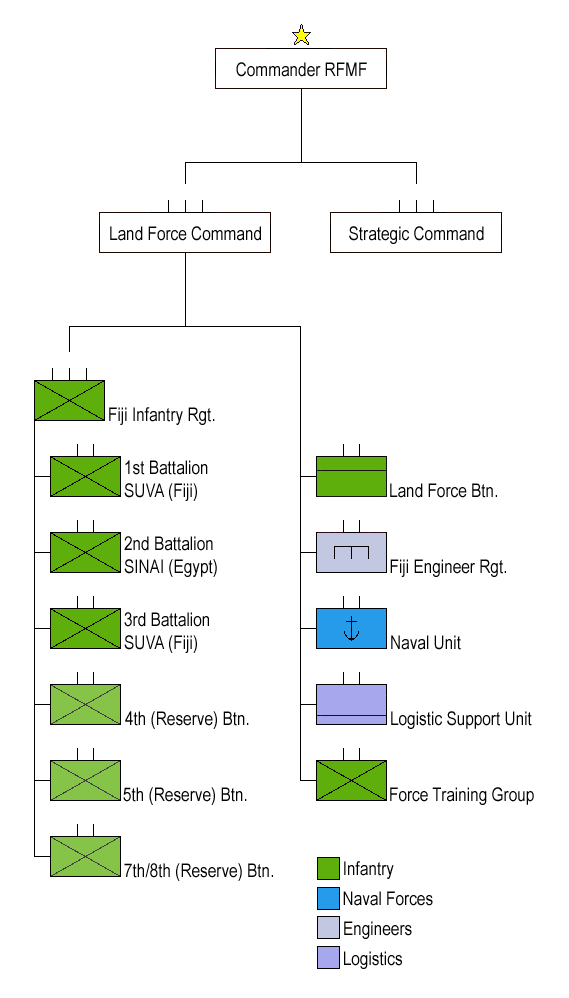
Struttura delle Forze Armate delle isole Figi

Le Forze Armate della Repubblica delle isole Figi (FARF) è la forza militare dell'isola nazione del Pacifico di Figi. Con un organico totale di 3 500 soldati attivi e 6 000 riservisti, è una delle più piccole forze armate nel mondo. Tuttavia, la maggior parte delle sue nazioni insulari circostanti non hanno tutte forze armate. La Forza Terrestre è organizzata in sei battaglioni di fanteria e uno del Genio, con circa 6 000 riservisti. C'era già una società "Zulu" di specialisti controrivoluzionari, che è stata sciolta alla fine del 2000 a causa di un ammutinamento da parte di alcuni dei suoi membri.
I primi due battaglioni regolari del Fiji Infantry Regiment sono tradizionalmente di stanza all'estero per doveri di peacekeeping; il 1º Battaglione è stato posto in Libano, Iraq, e Timor Est sotto il comando dell'ONU, mentre il 2º battaglione è di stanza nel Sinai con la MFO. I peacekeepers rappresentano una fonte importante di reddito per le Figi. Il 3º battaglione è di stanza nella capitale, Suva, e gli altri tre sono sparsi in tutte le isole.

## Organizzazione
- Comandante in capo - Il Presidente della Repubblica serve come Comandante in capo delle Forze Armate.
- Comandante delle FARF - Il comandante delle FARF è un one star rank. Egli è assistito dal vice comandante e dal capo di stato maggiore, che sono responsabili per il Comando Strategico e il Comando Forza Terrestee. L'attuale Comandante in carica è il comandante Viliame Naupoto, a seguito delle dimissioni del brigadiere Mosese Tikoitoga il 2 agosto 2015.[1][2] Tikoitoga succedette al precedente Comandante ed attuale capo del governo, il Commodoro Voreqe (Frank) Bainimarama, dopo quindici anni di servizio come comandante e un totale di trentanove anni di servizio militare attivo.[3]
  - Comando Strategico - Il Comando Strategico è responsabile di tutte le preoccupazioni a lungo termine e strategiche delle FARF, tra cui welfare, questioni legali, questioni di sostenibilità, ecc
  - Comando Forza Terrestre - Il Comando Forza Terrestre è l'organizzazione operativa delle FARF, ed è responsabile per tutte le unità principali:
    - QG Comandante della Forza Terrestre tenente colonnello Jone Kalouniwai[4]
    - Unità navale
    - Fiji Infantry Regiment
      - Forza Regolare
        - 1º Battaglione
        - 2º Battaglione
        - 3º Battaglione

      - Forza Territoriale
        - 4º Battaglione
        - 5º Battaglione
        - 7º/8º Battaglione

    - Fiji Engineer Regiment
    - Unità di Supporto Logistico
    - Gruppo Forza d'Addestramento

### Equipaggiamento
- M16A2
- Daewoo K2
- CAR-15
- 4 x obice QF 25 pollici 87,6 mm (cerimoniale)
- 12 x mortaio F2 (L16) 81 mm[5][6]
- M60
- lanciagranate

## La Marina Militare figiana

Insegna navale figiana

Oggi, l'Unità Navale delle FARF è forte di 300 uomini, che il 25 luglio 2005 hanno celebrato il trentesimo anniversario della sua fondazione. Venne costituita nel 1975 (Squadrone navale delle Reali Forze Armate delle isole Figi), in seguito alla ratifica da parte del governo della Legge delle Nazioni Unite sulla Convenzione del Mare. La Marina è responsabile delle esigenze di controllo delle frontiere marittime, come ad esempio guardare oltre la zona economica esclusiva delle Fiji e l'organizzazione di missioni di attività e di soccorso. Attualmente gestisce 9 motovedette. Riceve supporto militare da Australia, Repubblica popolare cinese, e Regno Unito (anche se quest'ultimo ha sospeso l'aiuto a causa del colpo di stato militare del 2006 contro il governo civile).
Parlando delle celebrazioni del 30º anniversario il 26 luglio 2006, il comandante Bradley Bower disse che la più grande sfida di fronte alla marina militare di un paese marittimo come le Figi è stato quello di mantenere la sovranità e l'ambiente marino, di acquisire, ripristinare e sostituire le apparecchiature, e di addestrare gli ufficiali a tenere il passo con le situazioni in cambiamento.

### Equipaggiamento

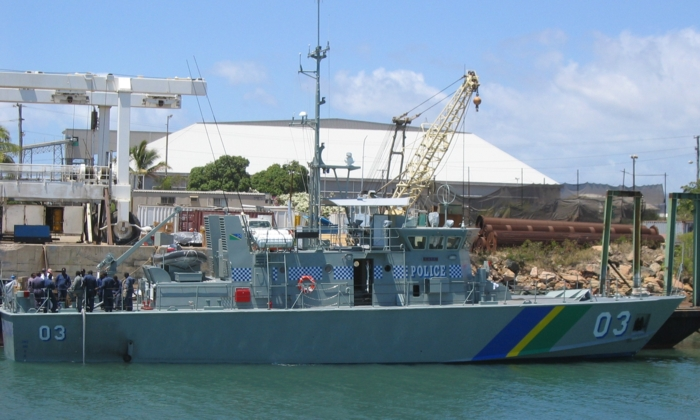
Motovedetta class Pacific (nave della Polizia delle Isole Salomone RSIPV 03 Lata)

3 motovedette classe Pacific (Australia, cilindrata 162 t, lunghezza 31,5 m, altezza 8,1 m, profondità 1,8 m, energia 2 x 1,050 kW, velocità massima 20 nodi (37 km/h), equipaggio 17 uomini, mitragliatrici equipaggiate 1 x 12,7 mm. Questa nave rimpiazza gli scaricati dragamine classe Sassello FNS Kula, Kikau e Kiro, acquistate nel 1975-1976 dalla U.S. Navy.
- RFNS 201 Kula (Maggio 1994)
- RFNS 202 Kikau (Maggio 1995)
- RFNS 203 Kiro (Ottobre 1995)

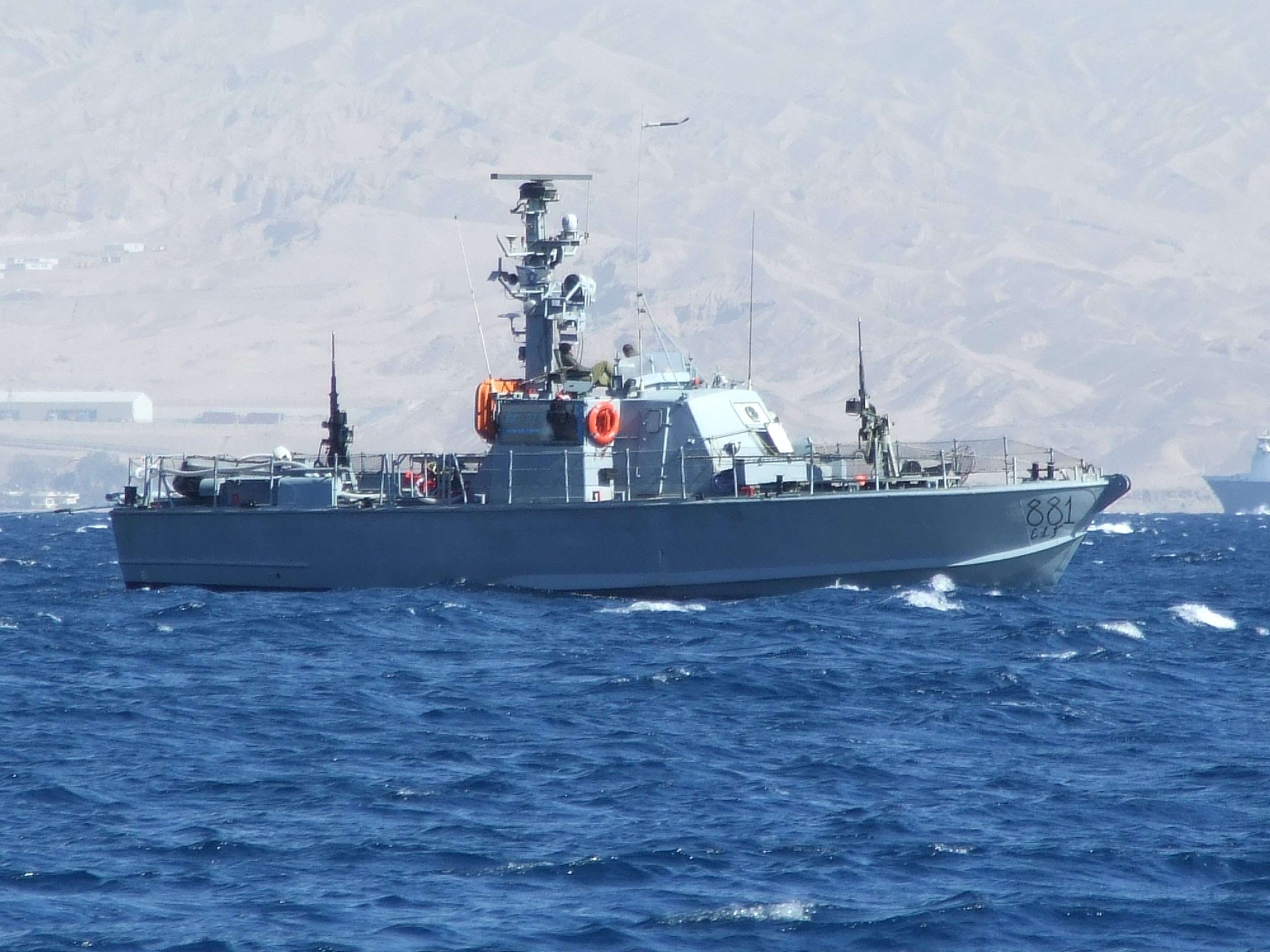
Motovedetta classe Dabur (nave israeliana No. 881)

2 motovedette (USA, cilindrata 97 t, equipaggio 11 uomini, mitragliatrici equipaggiate 1 x 12,7 mm)
- RFNS 101 Levuika (1987)
- RFNS 102 Lautoka (1987)

4 motovedette classe Dabur (Israele, cilindrata 39 t, equipaggio 9 uomini, equipaggiamento 2 x cannone 20 mm, 2 x mitragliatrici 7,62)
- RFNS 301 Vai (1991)
- RFNS 302 Ogo (1991)
- RFNS 303 Saku (1991)
- RFNS 304 Saqa (1991)

## L'Aeronautica militare figiana
L'Aeronautica delle Forze Armate della Repubblica delle isole Figi venne fondata nel 1987, aveva una base all'aeroporto di Nausori, ma venne abolita nel 1997. Yehonatan Shim'on Frenkel scrive che "l'Aeronautica venne formata dopo il colpo di stato del 1987, quando i francesi fornirono due elicotteri, come parte del suo pacchetto di aiuti militari." Frenkel continua a dire che l'aeronautica venne sciolta dopo che entrambi gli elicotteri si schiantarono e dopo le successive rivelazioni di enormi debiti contratti a causa del velivolo.
I due elicotteri erano:
- 1 elicottero di trasporto Eurocopter AS 365N2 Dauphin 2 - insegna d'immatricolazione DQ-FGD - in servizio dal 1989 al 1994.
- 1 elicottero di trasporto Aerospatiale AS 355F-2 Twin Squirrel - insegna d'immatricolazione DQ-FGH - in servizio dal 1991 al 1997.

L'elicottero AS-365 N2 Dauphin si schiantò al largo della costa dell'isola principale nel luglio 1994, l'elicottero più piccolo AS-355F-2 proseguì il servizio fino alla metà del 1997 e nel 1999 venne ceduto alla Francia.

## Insegne dei gradi
La designazione dei gradi si basa sulla tradizione britannica.

## Intervento politico
Le Forze Armate delle Figi hanno una storia d'interventi politici. Nel 1987, i soldati furono responsabili di due colpi di stato militari, e, nel 2000, le forze armate organizzarono un countrocolpo per reprimere il colpo di stato civile di George Speight. Dal 2000, le forze armate hanno avuto un rapporto a volte teso con il governo Qarase, e hanno fortemente contrariato i suoi piani di stabilire una Commissione con il potere di risarcire le vittime e perdonare gli autori del colpo di stato. Tra le altre obiezioni, le forze armate sostengono che la loro integrità e la loro disciplina sarebbero compromessi se i soldati che ammutinarono nella rivolta 2000 dovessero essere perdonati.
Il 4 agosto 2005, il capo dell'opposizione Mahendra Chaudhry ha chiesto più indo-figiani, che attualmente comprendono meno dell'uno per cento del personale delle forze armate, di essere reclutati. (In particolare, a partire da ottobre 2007, le forze armate delle Figi hanno 3527 membri a tempo pieno, di cui solo 15 erano indo-figiani.) Ciò contribuirebbe a garantire la stabilità politica, egli considerava. Ha parlato anche contro il governo, che prevede di ridimensionare le forze armate. Il portavoce militare, il tenente colonnello Orisi Rabukawaqa, ha risposto il giorno dopo dicendo che le forze armate non erano un corpo etnico figiano, che si trovava a servire tutta la nazione, e che non c'era barra dei colori nelle sue assunzioni o promozioni. Ha detto che molti indo-figiani erano riluttanti ad impegnarsi in una carriera militare a causa della lentezza della promozione, spesso preferendo di essere dimessi e di usare il loro documento come trampolino di lancio per una carriera di successo in qualche altro campo. Tuttavia, ha apprezzato il contributo indo-figiano ale forze armate, e ha notato il successo del tenente colonnello Mohammed Aziz, il capo dell'unità legale delle forze armate, che è stato una figura centrale nella corte marziale dei soldati che si ammutinarono nel 2000. Ironia della sorte, il tasso di promozione degli ufficiali delle Figi indigeni era stato molto rapido dopo il colpo di stato del 1987, e la successiva espansione delle Forze Armate della Repubblica delle isole Figi.
Il 26 agosto 2005, il governo ha annunciato l'intenzione di studiare modi per ridurre le dimensioni delle forze armate. Gli ingegneri militari sarebbero stati trasferiti al Ministero per lo sviluppo regionale, ha detto il ministro degli Affari Interni Josefa Vosanibola, e la riduzione delle forze militari coinciderebbe con un aumento del numero delle forze di polizia.
Il 26 settembre 2005, Rabukawaqa rivelò che le forze armate avevano deciso di limitare alcune operazioni per rimanere nell'ambito del suo bilancio. I tagli interesserebbero il pattugliamento marittimo, le operazioni di ricerca e salvataggio, di addestramento e di esercitazioni, la Scuola di addestramento cadetti, e la distribuzione degli ingegneri militari nelle zone rurali. Questi tagli saranno fatti per assicurare che le attività accordino una priorità più alta, come le operazioni di mantenimento della pace nella penisola del Sinai e in Iraq, l'addestramento ufficiale dei cadetti con le Forze di Difesa della Nuova Zelanda, e il perseguimento dei soldati accusati di ammutinamento, senza che vengano pregiudicati, disse Rabukawaqa.
Il giorno dopo, Lesi Korovavala, amministratore delegato del Ministero degli Affari Interni, disse al notiziario Figi Village che le forze armate avevano intrapreso le riduzioni di propria iniziativa, di concerto con il ministero, una spiegazione corroborata dal tenente colonnello Rabukawaqa.
Il 5 dicembre 2006, l'esercito delle Figi organizzò un terzo colpo di stato. Il 7 febbraio 2008, il capo delle FARF e primo ministro post-golpe ad interim Voreqe Bainimarama dichiarò: "Qarase [...] non capisce il ruolo delle forze armate e come tale disinforma la nazione. [...] [S]e ci sono pratiche e politiche che hanno il potenziale di minare la sicurezza nazionale e l'integrità territoriale delle Figi, le FARF hanno tutto il diritto in virtù della Costituzione d'intervenire." Nell'agosto 2009, con Bainimarama ancora al controllo del governo come primo ministro e con la costituzione abrogata, Ratu Epeli Nailatikau, un ex comandante militare, venne nominato presidente in carica nel pensionamento di Iloilo.

## Comandanti dal 1971
| # | Nome              | Grado             | Termine         |
| - | ----------------- | ----------------- | --------------- |
| 1 | D. J. Aitken      | Brigadiere        | 1971 – 1974     |
| 2 | Paul Manueli      | Colonnello        | 1974 – 1979     |
| 3 | Ian Thorpe        | Colonnello        | 1979 – 1982     |
| 4 | Epeli Nailatikau  | Colonnello        | 1982 – 1987     |
| 5 | Sitiveni Rabuka   | Maggiore generale | 1987 – 1992     |
| 6 | Epeli Ganilau     | Brigadiere        | 1992 – 1999     |
| 7 | Frank Bainimarama | Commodoro         | 1999 – 2014     |
| 8 | Mosese Tikoitoga  | Brigadiere        | 2014 – Presente |